# Louis Colas de La Baronnais
 (mars 2016).
Si vous disposez d'ouvrages ou d'articles de référence ou si vous connaissez des sites web de qualité traitant du thème abordé ici, merci de compléter l'article en donnant les références utiles à sa vérifiabilité et en les liant à la section « Notes et références ».
Louis Colas de La Baronnais (1767 - 12 septembre 1846), était un militaire français et un officier chouan.

## Biographie
Louis Colas de La Baronnais est né en 1767, au manoir de La Baronnais, second fils de  François-Pierre Collas de La Baronnais, officier au régiment Royal vaisseaux, et de Renée de Kergu, parents de 11 garçons et 9 filles, dont Malo Colas de La Baronnais et Victor Colas de La Baronnais. Cette famille est issue de noblesse pauvre et campagnarde.

### Carrière militaire
Élève du collège de Pontlevoy puis de l'École militaire, il est incorporé au régiment des Cévennes en qualité d'officier.

### L'Association bretonne
François-Pierre Colas de La Baronnais, aide au départ des émigrés en partance pour Jersey, son manoir servant d'auberge pour la noblesse de passage. Malade, il est remplacé par son fils, Malo Colas de La Baronnais, alors que ses autres frères ont émigré. En 1793, deux des fils de La Baronnais sont tués au combat, l'un d'eux étant une connaissance de Chateaubriand. Une partie de la famille est enfermée dans la Tour Solidor, Malo Colas de La Baronnais le 6 novembre 1793, sa mère et quatre des sœurs en décembre. Le père est assigné à résidence et le manoir occupé  par la garde nationale. Ils seront libérés rapidement le 12 janvier 1794. En 1794, son frère Malo est de nouveau arrêté avec ses sœurs, envoyés à Saint-Malo. Il sera condamné, avec quarante quatre autres détenus, transférés à Paris pour y être exécutés. Rejugés à Paris ils seront acquittés. De retour à Dinard, il retrouvera une de ses sœurs rescapée des prisons de Nantes. 
Des caches seront aménagées, ainsi qu'un souterrain permettant de gagner les bois alentour. Louis Colas de La Baronnais devient major dans la division de Dinan, sous les ordres de son frère Malo que Joseph de Pusaye a élevé au grade de colonel, lui confiant la division de Dinan. Leur jeune frère Maurille, dit « La Chique », est également de la partie en qualité de capitaine dans cette division. Le second de Puisaye, Pierre Dezoteux de Cormatin, s'installe au manoir afin de coordonner les actions. Victor Colas de La Baronnais, rentré d'immigration, seconde son frère Malo qui est en contact de plus en plus régulier avec Amateur-Jérôme Le Bras des Forges de Boishardy et Henri Baude de La Vieuville. Son frère Malo est tué le 10 novembre 1795, à Plessix-Balisson. Son frère Victor prend le commandement de la division.

### La Restauration
Maire de Lamballe en 1815, Louis Colas de La Baronnais sera également conseiller général des Côtes-du-Nord et meurt le 12 septembre 1846 au Bignon.
Il avait épouse Mlle Gesril du Papeu, petite-fille du corsaire Anasthase Jolif.